# 後陳朝
後陳朝（越南语：／）是安南屬明時期由陳朝後裔建立的抗明政權，被越南歷史學家認為是一個朝代（1407年－1413年）。

## 历史
1407年，明朝攻滅胡朝，吞併越南。陳藝宗的次子陳頠在謨渡（在今越南寧平省安謨縣安謨村）與陳肇基起兵，自稱「簡定帝」，建元興慶，建立後陳朝。陳頠的軍隊活躍於今寧平省一帶與明軍對抗。不久被明軍擊敗，陳頠逃往清化。次年，原陳朝重要將領、曾經投降明朝的鄧悉前來投軍。因鄧悉在越南人中頗有威望，陳頠的勢力越來越壯大。
隨著實力的壯大，陳頠試著向北發動進攻，並於1409年逋姑一戰中擊敗明軍，明將呂毅陣亡。陳頠計畫將戰線推進到昇龍。但鄧悉堅決反對這麼做，認為此時陳軍勢力依然比明軍弱小，不適合打消耗戰。另一名重要將領阮景真也力諫不應該與仍然控制大部分領土的明朝對立。陳頠拒絕接受他們的意見，並將他們逮捕處決。這導致了陳頠軍隊的軍心渙散。鄧悉之子鄧鎔更是到達清化，找到陳藝宗之孫陳季擴，與阮景異一起在支羅縣（在今越南河靜省）尊立陳季擴為帝，年號重光，與陳頠抗衡。陳季擴趁陳頠進攻明朝之機擊敗並俘虜了他，尊之為太上皇。
1409年，明朝見陳軍出現內亂，遣張輔等人前往鎮壓。陳頠兵敗出奔演州，於美良縣被俘虜，解送金陵，次年被斬首。陳季擴見明軍強大，遣使向明朝求和，並請求冊封。張輔將使者斬首。明軍由黃江、阿江、大安海口至福成江，轉入神投海口，一路勢如破竹，先後多次擊敗陳軍。1413年，明軍攻破清化，陳季擴與相國陳季揝、將軍鄧鎔、阮景異等相繼被擒。陳季擴在解送燕京途中投海自盡。

## 歷任君主
| 稱號     | 姓名   | 在世         | 在位時間       | 年號及使用时间 | 年號及使用时间 |
| -------- | ------ | ------------ | -------------- | -------------- | -------------- |
| 簡定帝   | 陳頠   | ？年－1410年 | 1407年－1409年 | 興慶           | 1407年－1409年 |
| 重光帝   | 陳季擴 | ？年－1414年 | 1409年－1413年 | 重光           | 1409年－1413年 |
| 屬明時期 |        |              |                |                |                |
| －       | 陳暠   | ？年－1428年 | 1426年－1428年 | 天慶           | 1426年－1428年 |